# Confine tra Zambia e Zimbabwe
Il confine tra lo Zambia e lo Zimbabwe si trova nell'Africa australe e ha una lunghezza di 763 km.

## Descrizione
Il confine si trova interamente sul fiume Zambesi, sul cui corso si trovano le celeberrime Cascate Vittoria, il lago e la diga di Kariba. Il triplice confine con il Mozambico è posto alle coordinate 3° 25 '30 "E, mentre il triplice confine con il Botswana è alla confluenza tra lo Zambesi e il Cuando, a pochi metri dal Dito di Caprivi, una protuberanza territoriale della Namibia.
Il confine separa la Provincia Meridionale e la Provincia di Lusaka dello Zambia dalle province zimbabwesi del Mashonaland occidentale e del Matabeleland Settentrionale.

## Storia
Il confine attuale ricalca i confini storici tra la Rhodesia meridionale e la Rhodesia settentrionale, delimitata dallo Zambesi. Dal 1880 al 1888, i britannici avevano negoziato numerose concessioni minerarie dai governanti locali. Queste sovvenzioni, consolidate da Cecil Rhodes, portarono alla costituzione della British South Africa Company nel 1889. Fino al 1923 le due Rhodesie erano sotto il dominio di questa società e dopo la sua cessazione, la Rhodesia meridionale fu annessa ufficialmente al Regno Unito e divenne una colonia autonoma. L'amministrazione della Rhodesia settentrionale fu trasferita all'Ufficio coloniale britannico come protettorato nel 1924. Tra il 1º agosto 1953 e il 31 dicembre 1963, la Rhodesia meridionale, la Rhodesia settentrionale e il Nyasaland (l'odierno Malawi), fu membro della Federazione della Rhodesia e del Nyasaland. La Rhodesia settentrionale ottenne l'indipendenza come Repubblica di Zambia il 24 ottobre 1964. L'11 novembre 1965 la Rhodesia meridionale dichiarò unilateralmente l'indipendenza dal Regno Unito. Nel 1980 la Rhodesia assunse il nome odierno di Zimbabwe e la sua indipendenza fu riconosciuta a livello internazionale. 

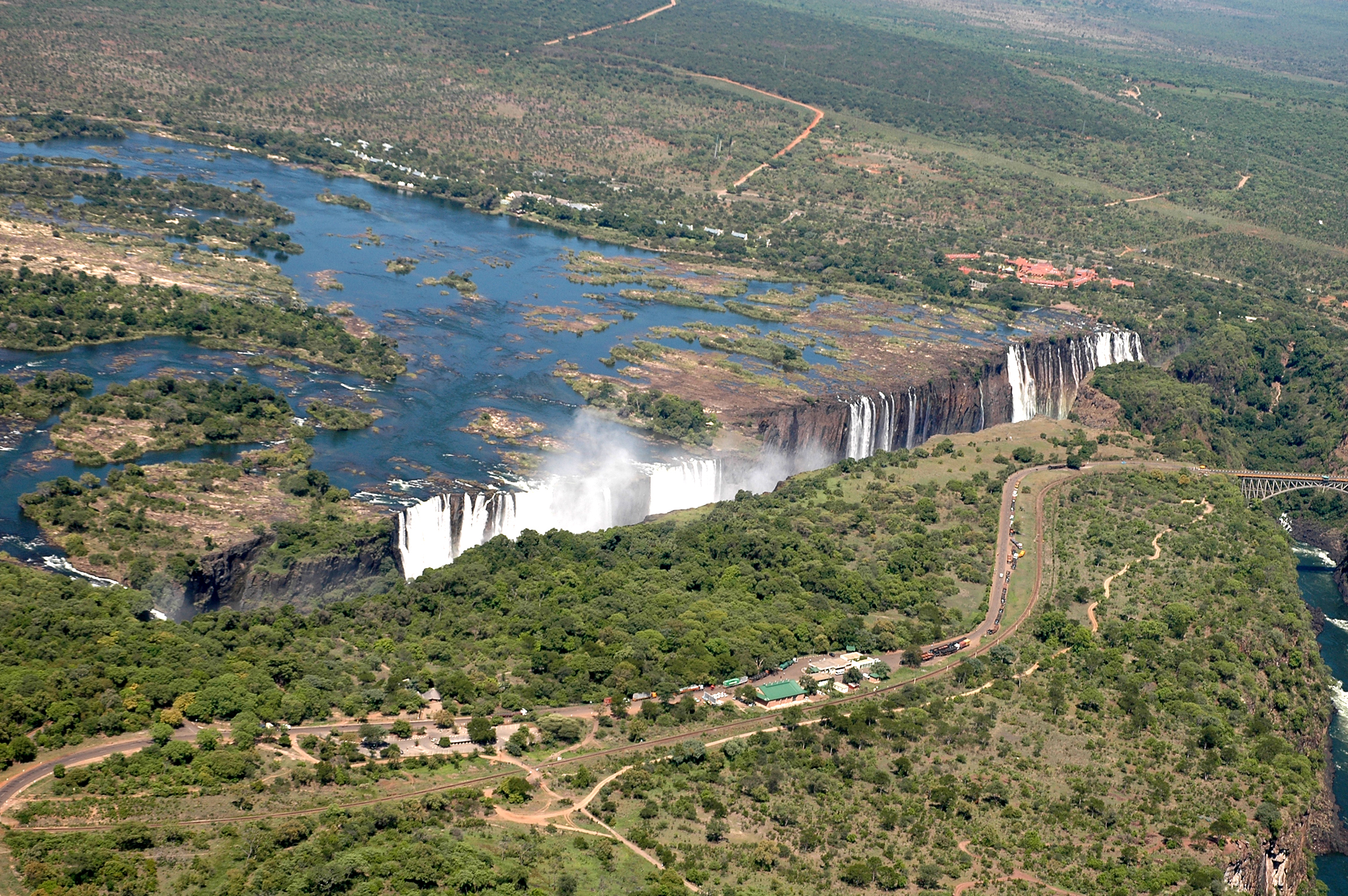
Valico di frontiera alle Cascate Vittoria.